# Direktionsbezirk Chemnitz
Het Direktionsbezirk Chemnitz was een van de drie Direktionsbezirke (regio's) van de Duitse deelstaat Saksen. De Direktionsbezirken ontstonden op 1 augustus 2008 als gevolg van de Kreisreform Sachsen 2008. Op 1 maart 2012 ging het Direktionsbezirk op in de nieuwe Landesdirektion Saksen.
| Kreise (districten) | Kreisfreie Städte (district-vrije steden) |
| --- | ----------------------------------------- |
| 1. Erzgebirgskreis (Annaberg-Buchholz) 2. Landkreis Mittelsachsen (Freiberg) 3. Vogtlandkreis (Plauen) 4. Landkreis Zwickau (Zwickau) | 1. Chemnitz                               |

Chemnitz · Dresden · Leipzig